# 기륭전자
기륭전자 주식회사는 위성방송 수신기를 제작, 생산하는 대한민국의 기업이다. 1966년 10월에 설립되었다.
생산하는 제품들은 디지털 셋톱박스, 디지털위성 라디오, 내비게이션, 지상파 DMB, HD Radio이며 이들 모두 외국에 수출한다.

## 수상 경력
- 제30회 무역의 날 금탑산업훈장, 5천만불 수출의 탑 수상(1994년 11월)[1]
- 제42회 무역의 날 1억불 수출의 탑 수상.(2005년 11월)[2]

## 연혁
- 1966년 10월 훼어챠일드쎄미코어주식회사 설립
- 1973년 1월 훼어챠일드쎄미콘닥터로 사명 변경
- 1988년 2월 내쇼날쎄미콘닥터훼어챠일드로 사명 변경
- 1990년 6월 기륭전자주식회사로 사명 변경
- 1991년 8월 기륭전자 기술연구소 인가(과학기술처장관 제911150호).
- 1995년 11월 코스닥 상장.
- 1996년 8월 최대주주 변경 → 아세아시멘트.
- 1998년 12월 ISO-9001, QS-9000 인증.
- 2000년 11월 Sirius 위성라디오 개발 및 공급자 지정.
- 2003년 12월 SK Telecom 위성 DMB 컨소시엄 참여.
- 2006년 3월 최대주주 변경 → 에스엘인베스트먼트(주).
- 2008년 1월 기륭전자(소주)유한공사 건설 및 계열사 편입.
- 2009년 2월 디에스아이티위너스(광서대상신식과기유한공사) 인수 완료.
- 2009년 3월 디지털라디오(iBiquity) 추진협의회 위원사 위촉.
- 2009년 12월 최대주주 변경 → 디에스아이티인포테크.
- 2010년 5월 美 IBIquity 社와 HD 라디오 모듈 독점계약.
- 2010년 7월 중국향 'NVD HD셋톱박스' 65억원 공급계약.
- 2010년 8월 유럽향 셋톱박스 '312억원' 공급계약.
- 2012년 3월 기륭이앤이주식회사로 사명 변경.
- 2013년 9월 주식회사 렉스엘이앤지로 사명 변경.
- 2014년 3월 코스닥 상장폐지.
- 2015년 3월 기륭전자주식회사로 사명 환원.

## 개발 제품
- 디지털 라디오 사업: 위성라디오, HD라디오, HD라디오 모듈
- 디지털 셋톱박스 사업: 셋톱박스, 케이블모뎀, 중국향 HD Red-ray 셋톱박스
- 기타 신규사업: 스마트워크 사업 등